# 白い恋人パーク
白い恋人パーク（しろいこいびとパーク、英: SHIROI KOIBITO PARK）は、札幌市西区にあるテーマパーク・工場。「石屋製菓」の本社所在地。

## 概要
「白い恋人」の製造ラインを見学することができるほか、お菓子作り体験工房、アンティーク・コレクションやチョコレートの歴史に関する展示、ミニ鉄道や「ガリバータウン」などのアトラクション、ローズガーデン、ショップやカフェ・レストランがある。また、「北海道コンサドーレ札幌」の専用練習場「宮の沢白い恋人サッカー場」、クラブ事務所やオフィシャルショップ「CONSA BASE」（コンサベース）が併設している。施設内では各種イベントを開催しており、『YOSAKOIソーラン祭り』の演舞会場となるほか、冬季にはイルミネーションを点灯している。
訪日外国人旅行などによる入場者数の増加に対応するため、「白い恋人」製造ラインなど施設の全面リニューアル工事を実施している。

## 沿革
- 1995年（平成07年）：「チョコレートファクトリー」として開業。
- 2000年（平成12年）
  - 8月：からくり時計塔開業[5]。
  - 10月：「宮の沢白い恋人サッカー場」完成[6]。
- 2003年（平成15年）：施設の総称を「白い恋人パーク」と改称。「チュダーハウス」オープン[7]。
- 2007年（平成19年）：賞味期限延長・改ざんや大腸菌検出などの一連の不祥事の影響により、一時閉鎖（翌年営業再開）[8][9]。
- 2010年（平成22年）：4月28日 ミニSL「白い恋人鉄道」開業。(2021年10月廃止)
- 2012年（平成24年）：北海道内初となるキャンディ・アート専門店「キャンディ・ラボ」オープン[10]。
- 2014年（平成26年）10月19日：石屋商事がフィンランドの「サンタクロース村」を運営するロヴァニエミ地域開発と「業務協力に関する覚書」締結[11]。
- 2017年（平成29年）4月22日：「ガリバータウン」開業。
- 2018年（平成30年）4月1日：リニューアル工事に伴い製造ライン見学・体験工房・チョコレートラウンジを休業。
- 2019年（令和元年）7月12日：新製造ライン見学「チョコトピアハウス」「チョコトピアファクトリー」、飲食スペース・体験工房「チョコトピアマーケット」、チュダーハウス内売店「ショップ・ピカデリー」拡張リニューアルを開業[12]。

## 施設
チョコトピアハウス（旧あんとるぽー館）
- カフェレストラン「あんとるぽー（ENTREPOT）」
- オーロラの泉

チョコトピアファクトリー/チョコトピアマーケット(旧・チョコレートファクトリー)
- チケットカウンター
- チョコトピアファクトリー（白い恋人・バームクーヘン製造ライン）
- スイーツワークショップ「ドリームキッチン」（菓子作り体験）
- スイーツショップ「トライアルプレイス・コヴェント」
- フォトショップ「メメント」（白い恋人オリジナル缶受付カウンター）
- チョコレートラウンジ「オックスフォード」
- マジカルマルシェ（フォトスポット）

チュダーハウス
- キャンディラボ（キャンディ店）
- ショップ・ピカデリー
- フォトショップ「メメント」（白い恋人オリジナル缶受付カウンター）
- イシヤミュージアム
- カフェ「バトラーズワーフ」

中庭
- 札幌からくり時計塔
- ローズガーデン
- スナックハウス「ブライトン」
- ソフトクリームハウス
- ソフトクリームハウス「コッツウォルズ」

宮の沢白い恋人サッカー場
- サッカー場（収容人数3,000人）[13]
- レストラン梟巣（おうるず）
- ガリバータウン・ポッケ
- ロンドンバス ガリバータウン店（冬季休業）

## コレクションハウス
旧北海道コンサドーレ札幌事務所を2023年9月から「コレクションハウス」として各種イベントを開催している。最初の企画はハロウィンイベントでミッション型肝試しを行った。2024年10月には「別館コレクションハウス」として、北海道ゆかりの漫画家の作品を集めた文化施設「マンガミュージアム」を期間限定で開催し、「ブルーピリオド展」やワークショップを行っている。これは新設を検討している同ミュージアムの開催効果の検証を兼ねている。

## アクセス・駐車場
北海道道124号宮の沢北一条線（北5条手稲通）沿いに位置している。札樽自動車道を利用する際は、小樽方面は札幌西IC、旭川・新千歳空港方面は新川ICが最寄ICとなる。
- ジェイ・アール北海道バス札樽線、北海道中央バス札樽線「西町北20丁目」バス停から徒歩約5分
- 札幌市営地下鉄東西線宮の沢駅から徒歩約7分
- 北海道旅客鉄道（JR北海道）札幌駅から車で約25分
- 新千歳空港から車で約60分
- 駐車場・約210台